# زيت بذرة البرقوق
زيت بذرة البرقوق هو زيت يستخرج من بذور البرقوق، يستخدم زيت بذرة البرقوق في منتجات العناية بالبشرة.